# 小田川 (宮城県)
小田川（おだがわ、こだがわ）は、宮城県丸森町および角田市を流れる一級河川。阿武隈川水系阿武隈川の支流である。

## 地理
宮城県伊具郡丸森町大張大倉から丘陵地を東に流れ、角田市に入る。角田市の小田地区から阿武隈川沿いの低地となり、さらに東に流れ、阿武隈川の堤防下に設けられた水門から阿武隈川河川敷に進入する。北東に進路を変え、角田橋付近で阿武隈川に合流する。流路の大部分は角田市内であり、周囲は農村地帯である。阿武隈川河川敷では、堤防をはさんで角田市街の南東部に接する。
20世紀末からブラックバスなどの外来魚が侵入している。2000年にはピラニアが釣り上げられて話題になったが、定着はしていない模様である。
2002年の台風6号では、増水した阿武隈川の水の逆流を防ぐために堤防の水門が閉じられたが、行き場をなくした小田川の水が溢れる結果となった。

## 施設
小田川と阿武隈川の合流点には小田川河川公園がある。
小田川水門は1956年に阿武隈川の水が小田川に逆流するのを防ぐために作られた。1996年、改築。

## 環境
2009年秋と2010年春に行われた調査結果によれば、88科342種の植物、5科19種の魚類、23科41種の鳥類が確認されたという。また、同時期に行われた水質調査によればpHは7.3～8.0、溶存酸素量は平均して10.1～10.5mg/Lという結果が出ている。